# Gruczolak wielopostaciowy

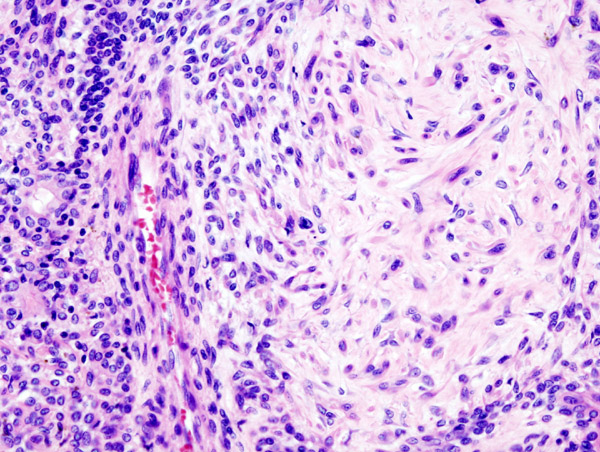
Preparat mikroskopowy gruczolaka wielopostaciowego. Po lewej stronie widoczne komórki nabłonkowe, po prawej przewaga śluzowego podścieliska

Gruczolak wielopostaciowy (łac. adenoma pleomorphum), guz mieszany (łac. tumor mixtus) – najczęstszy nowotwór łagodny gruczołów ślinowych. Przeważnie rozwija się w śliniance przyusznej, rzadziej w podżuchwowej, wyjątkowo w podjęzykowej.

## Patomorfologia

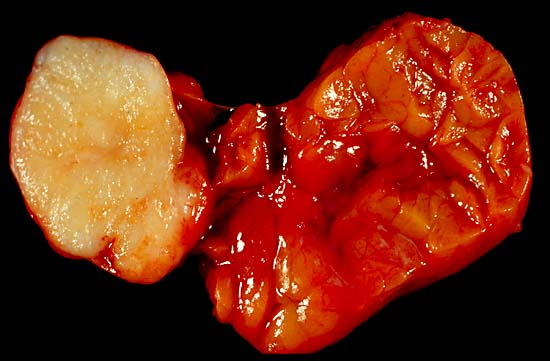
Guz mieszany ślinianki

Mikroskopowo guz jest zbudowany z małych i ciemnych komórek nabłonkowych o prostopadłościennym lub wrzecionowatym kształcie oraz śluzakowatego podścieliska, które niekiedy tworzy wyspy przypominające tkankę chrzęstną lub kostną. Komórki nowotworowe mogą tworzyć różnorodne struktury - przewody, cewki, gronka lub płaty.
Makroskopowo gruczolak wielopostaciowy jest zazwyczaj jednoogniskową, wolno rosnącą zmianą, która rzadko tylko przekracza średnicę sześciu centymetrów. Jest dobrze odgraniczony i otoczony torebką łącznotkankową, lecz często obecne są guzki satelitarne i naciek torebki, które po niecałkowitym usunięciu mogą być źródłem wznowy.

## Diagnoza
Podstawowym badaniem diagnostycznym jest biopsja cienkoigłowa, która z dużą precyzją potrafi wskazać ten typ nowotworu oraz określić czy jest on złośliwy czy nie. Czułość takiego badania w rękach doświadczonego operatora ocenia się na 90%. Zaleca się również USG szyi celem sprawdzenia okolicznych węzłów chłonnych.

## Obraz kliniczny
Gruczolak wielopostaciowy objawia się jako bezbolesne obrzmienie w kącie żuchwy, palpacyjnie wyczuwalne jako oddzielona od otoczenia guzowata zmiana. Po latach może na jego podłożu rozwinąć się gruczolak wielopostaciowy złośliwy; nowotworzenie jest częstsze w zmianie występującej w śliniance podżuchwowej.

## Leczenie
Wskazana jest resekcja chirurgiczna z odpowiednio dużym marginesem zdrowych tkanek (częściowa albo całkowita parotidektomia), mimo ryzyka uszkodzenia nerwu twarzowego przebiegającego przez śliniankę przyuszną. W około 10% przypadków po zabiegu dochodzi do miejscowej wznowy nowotworu na skutek niedokładnego usunięcia zmian satelitarnych. Rokowanie jest bardzo dobre, jednak zaleca się częste kontrole (szczególnie do dwóch lat po operacji) celem wykrycia ewentualnych nawrotów.

## Klasyfikacja ICD10
| kod ICD10     | nazwa choroby              |
| ------------- | -------------------------- |
| ICD-10: D11   | Gruczolak wielopostaciowy  |
| ICD-10: D11.0 | Ślinianka przyuszna        |
| ICD-10: D11.7 | Inne duże gruczoły ślinowe |